# Národní sčítání 1950 v Československu

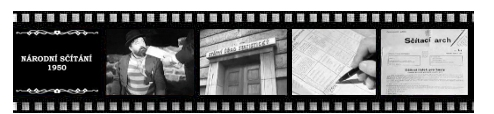
Propagační scénka ČSÚ ke sčítání lidu v roce 1950 v hlavní roli s Janem Werichem

Národní sčítání 1950 v Československu bylo celostátní sčítání na území Československa, které zahrnovalo také sčítání lidu.
První všeobecné sčítání po 2. světové válce bylo na celém území bývalého Československa uskutečněno k 1. březnu 1950. Úzce navazovalo na sčítání v roce 1930. Vyznačuje se však některými zvláštnostmi od předchozích, ale v některých směrech i následných sčítání.
Poprvé bylo se sčítáním lidu na celém území státu a ve všech obcích spojeno sčítání domů a bytů. Tehdy se však ještě nepodařilo tato data vzájemně propojit. Kromě toho byl současně prováděn soupis průmyslových a živnostenských závodů a soupis zemědělských závodů.
Sčítání 1950 bylo posledním, jehož výsledky byly zpracovány a publikovány za tzv. přítomné obyvatelstvo (tedy podle místa přítomnosti sčítaných osob v den sčítání, nikoli podle místa jejich trvalého bydliště). Rovněž toto sčítání bylo posledním z období do roku 1991, při němž se zjišťovala příslušnost k církvím. Sčítání v roce 1950 důsledně rozlišilo profesní a odvětvové hledisko. Vznikly tak dvě nové klasifikace - odvětvová klasifikace a klasifikace profesní. V odvětvové klasifikaci byla mj. rozlišena průmyslová velkovýroba od malovýroby, což dřívější klasifikace omezená pouze na osobní povolání neumožňovala.
Podstatnou změnou oproti sčítání 1930 pak byla nová definice národnosti, podle které se národností rozuměla příslušnost k národu, s jehož kulturním a pracovním společenstvím je sčítaný vnitřně spjat a k němuž se hlásí.
Jedním ze základních cílů sčítání v roce 1950 bylo postihnout v širším rozsahu změny, ke kterým po druhé světové válce došlo, ztráty v populaci, odsun německého obyvatelstva, reemigraci, nové rozmístění a přesídlení statisíců osob, a to zvláště do pohraničí českých zemí, sociální složení obyvatelstva, údaje o bytovém a domovním fondu a jeho struktuře a některé další důsledky válečných a poválečných změn v národním hospodářství. Cíle sčítání v roce 1950 nebyly v plném rozsahu splněny. Podcenila se náročnost spojení několika soupisů v jedinou akci (především soupisů závodů), kapacitní možnosti, zejména zpracovatelské i možnosti finanční.
Výsledky sčítání byly publikovány postupně jako neveřejné a s omezeným počtem výtisků v letech 1957 - 1958. Pro veřejnost byla data sčítání 1950 uvolněna po odtajnění až v roce 1962.
Přes všechny problémy zůstávají výsledky sčítání 1950 závažným dokumentem doby, kterou charakterizují a cenným informačním pramenem. V této souvislosti nelze opomenout Statistický lexikon obcí Republiky Československé, který kromě řady místopisných údajů a údajů za obyvatelstvo obsahuje i seznam názvů obcí a osad, které byly po 5. květnu 1945 přejmenovány (z německých a maďarských názvů na české a slovenské), sloučeny nebo zrušeny. Značnou informační hodnotu mají i poměrně podrobné údaje o reemigrantech a údaje o sociálně ekonomické struktuře obyvatelstva, odrážející novou situaci ve vývoji společnosti.